# Proforestation
La proforestation est un mode de gestion des forêts tendant à préserver les forêts existantes, y compris leur biodiversité, plutôt que de les détruire pour en créer de nouvelles. Il peut s'agir de forêts primaires ou de forêts assez anciennes pour avoir pu régénérer leur biome.
Elle s'oppose en cela à la reforestation via des programmes de compensation carbone, qui induisent la réduction de la biodiversité et menacent l'équilibre des espèces.